# Palūšė
Palūšė är en ort i Litauen. Den ligger i den östra delen av landet, 90 km nordost om huvudstaden Vilnius. Palūšė ligger 159 meter över havet och antalet invånare är 108.
Terrängen runt Palūšė är platt, och sluttar västerut. Runt Palūšė är det ganska glesbefolkat, med 24 invånare per kvadratkilometer. Närmaste större samhälle är Ignalina, 4,6 km öster om Palūšė. Omgivningarna runt Palūšė är en mosaik av jordbruksmark och naturlig växtlighet.